# Lancair ES

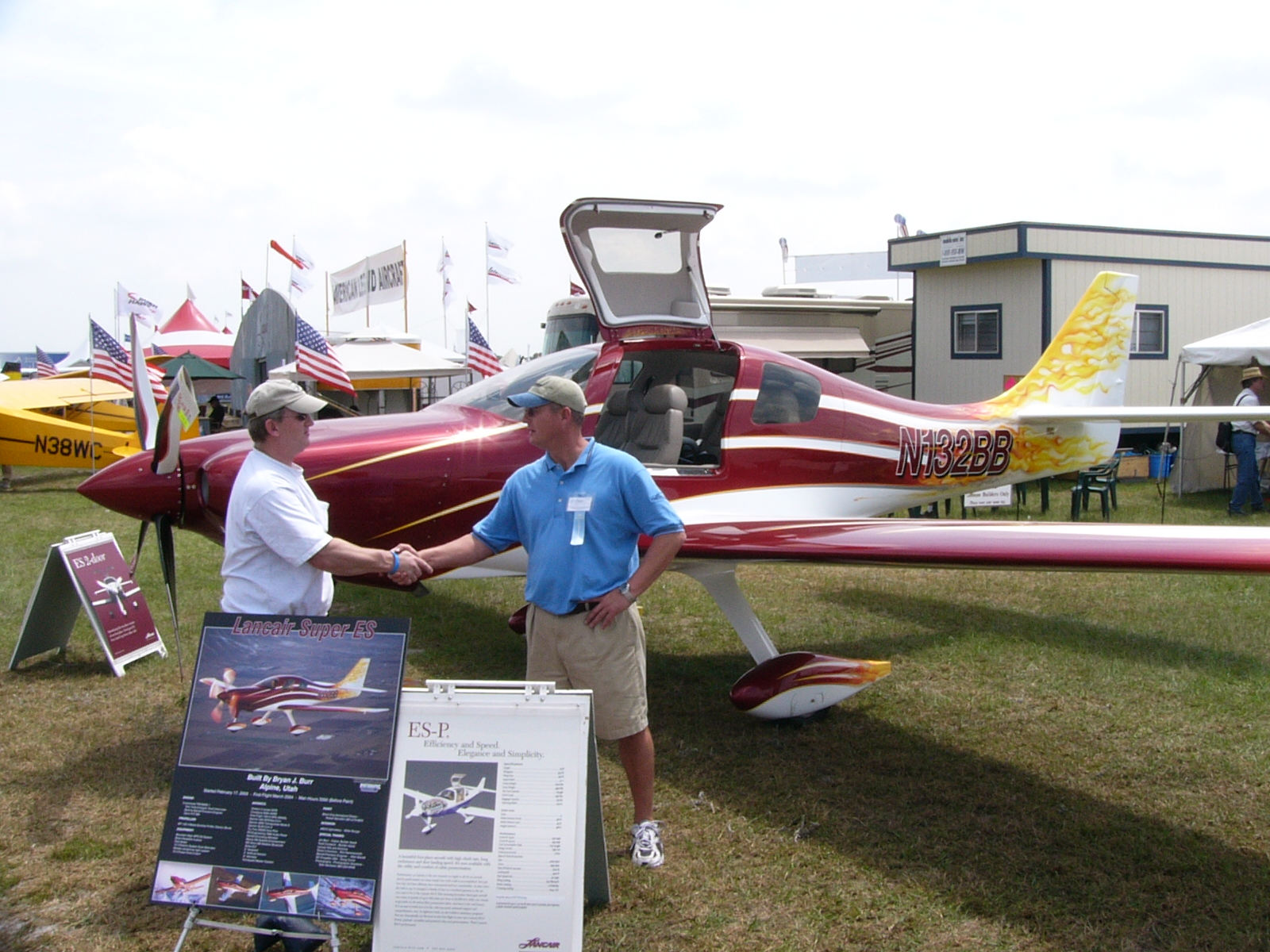
Super ES

Die Lancair ES ist ein einmotoriges Leichtflugzeug des US-amerikanischen Herstellers Lancair, das als Bausatzflugzeug ausgeliefert wurde. Die Produktion wurde 2012 eingestellt.

## Entwicklung und Konstruktion
Die Lancair ES ist ein einmotoriger, viersitziger, freitragender Tiefdecker aus Verbundwerkstoff mit einem festen Bugradfahrwerk. Die Tragflächen mit einer Spannweite von 10,8 Metern weisen ein McWilliams-RXM5-217-Profil an der Wurzel auf, das in ein NACA-64-212-Profil an den Flügelenden übergeht. Die Tragflächen verfügen über eine Fläche von dreizehn Quadratmetern und sind mit Landeklappen ausgerüstet. Die empfohlene Motorenleistung für die ES liegt zwischen 210 PS (154 kW) und 310 PS (228 kW). Das Standardtriebwerk ist ein Viertaktmotor vom Typ Continental IO-550 mit einer Leistung von 310 PS (228 kW). Die durchschnittliche Bauzeit für das Flugzeug liegt bei 2000 Stunden.
Im Mai 2016 kündigte Lancair an, die Produktion neuer ES-Bausätze einzustellen. 2017 verkaufte das Unternehmen das Produkt an Mark und Conrad Huffstutler, die es weiterhin unter dem Namen Lancair International LLC in Uvalde, Texas produzieren.

## Modifizierungen
Von den bis zum Dezember 2011 gebauten neunzig Exemplaren, wurden mindestens zwei so modifiziert, dass sie ein Lycoming-IO-540-Triebwerk aufnehmen können.

## Technische Daten (Super ES)
| Kenngröße            | Daten    |
| -------------------- | -------- |
| Besatzung            | 1        |
| Passagiere           | 3        |
| Länge                | 7,62 m   |
| Spannweite           | 10,82 m  |
| Flügelfläche         | 13 m²    |
| Leermasse            | 998 kg   |
| max. Startmasse      | 1.610 kg |
| Reisegeschwindigkeit | 187 kn   |
| Reichweite           | 1.200 NM |